# Aunt Jenny's Real Life Stories
Aunt Jenny's Real Life Stories var en 15-minuters radio-såpa som sändes mellan 18 januari 1937 till 16 november 1965 på CBS, sponsrat av Spry Vegetable Shortening. Programmet sändes på vardagar klockan 11:45 fram tills 1946 då det flyttades till 12:15.
Aunt Jenny (spelad av Edith Spencer och Agnes Young) gav matlagningsråd och bjöd på hemmasnickrad filosofi från sitt hem i Littleton där hon bodde med sin kanariefågel (spelad av Henry Boyd). Recepten som Aunt Jenny bjöd på nämnde oftast hennes sponsors produkt.
Varje dag kom hennes vän Danny (spelad av påannonsören Dan Seymour) för ett samtal i Jennys kök. Under dessa samtal introducerade och berättade Jenny sina historier. Dessa var draman uppdelade i fem delar som fick sitt slut på fredagen varje vecka. En skådespelare som började sin radiokarriär i detta program var Richard Widmark.